# Anapisona kartabo
Anapisona kartabo är en spindelart som beskrevs av Forster 1958. Anapisona kartabo ingår i släktet Anapisona och familjen Anapidae.
Artens utbredningsområde är Guyana. Inga underarter finns listade i Catalogue of Life.